# Омир
Омир (на старогръцки: Όμηρος, „заложник“) е легендарен (според някои митичен) древногръцки епически поет и аед от VIII в. пр.н.е., на когото обичайно се приписва авторството на големите старогръцки епически поеми Илиада и Одисея, краткият комически епос Батрахомюомахия („Войната между жабите и мишките“), сборникът Омирови химни и различни други изгубени или частично запазени произведения, например Маргити. Някои древни автори му приписват и целия епически цикъл, в който са включени и други поеми за Троянската война, както и тивански поеми за Едип и синовете му.
Според преданието Омир бил сляп и изпълнявал наизуст песните си.
Днес е трудно да се каже дали Омир е живял наистина и дали именно той е съчинил двата известни епоса, които са в основата на западната литература. Множество гръцки градове си оспорват честта да бъдат родно място на Омир.

## Сведения за Омир
За живота на Омир не се знае нищо конкретно. Името е известно главно от гръцки области, в които се е говорило на еолийски диалект. Няколко легенди му приписват различен произход и родно място. Така в изследванията си Барбара Грациози описва как сатирикът Лукиан го представя за вавилонец на име Тигран, който приема името Омир, след като е пленен от гърците (Όμηρος означава заложник). Когато император Адриан поставя въпроса пред оракула в Делфи, той му отговаря, че Омир произлиза от Итака и е син на Йокаста и Телемах, герои на поемата „Одисея“. Подобни истории изобилстват в античните биографии на Омир.
Според най-разпространената версия Омир е роден в йонийската част на Мала Азия, може би в Смирна или на остров Хиос, а умира на остров Иос. Други селища, представяни за родно място на Омир, са Колофон, Пилос, Аргос и Атина.
Противоречиви са и сведенията за времето, през което е живял Омир. Херодот (484–406 г. пр.н.е.) твърди, че Омир и Хезиод са живели около 400 г. преди него (Истории, кн. 2), а Тукидид (481–397 г. пр.н.е.) споменава за 8 век пр.н.е.. Не е вярно твърдението на късните биографи на Омир, че е живял през времето на Троянската война, тоест през XII или XI век пр.н.е.
Като по-вероятно се приема, че поетът е живял през втората половина на VIII и началото на VII век пр.н.е.
В древността никой не се е съмнявал в съществуването на Омир. Платон (429–317 г. пр.н.е.) говори, че този поет „е възпитал цяла Елада“, а Аристотел (384–322 г. пр.н.е.) на много места в своите книги се позовава на Омир. Към III век пр.н.е. някои учени в Александрия се усъмняват в авторството на Омир за книгата „Одисея“, но съществуването на поета не е било подлагано на съмнение.

## Омировият въпрос
Многократно е разискван въпросът как един и същи поет е могъл да създаде „Илиада“ и „Одисея“, а за „Батрахомиомахия“, Омировите химни и поемите от епическия цикъл преобладава мнението, че са по-късни от двете големи епически поеми.
Сред учените в общи линии се приема, че старият материал на Илиада и Одисея, водещ началото си от VIII век пр.н.е. е преминал през процес на стандартизиране и редактиране. Важна роля изиграва атинският тиран Хипарх, който реформира рецитацията на омировата поезия на фестивала Панатенея. Много изследователи на класическата литература смятат, че тази реформа трябва да е довела до създаване на каноничен писмен текст.
Анализи на структурата и речника на Илиада и Одисея показват, че поемите съдържат редовно повтарящи се фрази; повтарят се дори цели строфи. Възможно е Илиада и Одисея да са били поеми, разпространявани устно, съчинени в даден момент от поет, който е използвал колекция от запаметени традиционни стихове и фрази. Милман Пери и Албърт Лорд изтъкват, че такава развита устна традиция, чужда на днешната писмена култура, е типична за епоса.
Точно кога тези поеми са приели твърда писмена форма, е спорен въпрос. Традиционният отговор е „хипотезата за записването“, според която неграмотният Омир диктува поемата си на грамотен писар през VI век пр.н.е. или по-рано. По-радикални хомеристи, като Грегори Наги, твърдят, че каноничният текст на омировите поеми под формата на ръкопис не е съществувал преди елинистичния период.
Други учени обаче поддържат, че Омир действително е съществувал. Толкова малко се знае за него, че според един крилат израз „поемите не са написани от Омир, а от някой друг със същото име“. Изследователят на класическата литература Ричмънд Латимор, автор на добър поетичен превод на двете поеми на английски, пише научен труд, озаглавен „Омир, коя е тя?“ (Homer: Who Was She?). Самюел Бътлър е по-конкретен, като излиза с теорията за млада сицилианка – автор на Одисея (но не и на Илиада). Тази идея по-късно е разработена от Робърт Грейвз в романа му Дъщерята на Омир.
На гръцки името на поета (Ὅμηρος) означава заложник. Има теория, че това име е получено от наименованието на група поети, наричани хомериди, което буквално означава „синове на заложници“, т.е. потомци на военнопленници. Тези мъже не били изпращани на война, защото тяхната лоялност на бойното поле била съмнителна, така че не загивали в битки.

## Произведения
Гърците от шести и пети век пр.н.е. приписват на Омир цялата традиционна епична поезия в хекзаметричен стих. Освен поемите „Илиада“ и „Одисея“ за негови са смятани и всички стихове от Епическия цикъл, като „Малка Илиада“, „Киприя“, „Епигони“ и много други. За част от тях, като „Омирови химни“, „Батрахомиомахия“ или „Маргити“, днес се смята, че е слабо вероятно да са писани от него.

## Историческа достоверност
Друг важен въпрос е евентуалната историческа основа на разказаното в поемите. Възможно е част от достоверността на творбите да е била изгубена при записването им на съвременен елински език, извършено през елинистичния период (III – I век пр.н.е.), т.е. около седем века след смъртта на певеца. Придружителните коментари към Илиада и Одисея започват да изтъкват фактическите несъответствия в произведенията. Съвременните изследователи на класическата литература продължават тази традиция.
Разкопките на Хайнрих Шлиман в края на XIX век започват да убеждават учените, че разказът за Троянската война почива върху историческа основа. От друга страна, изследванията, извършени от Милман Пери и Албърт Лорд върху устния епос на сръбски, хърватски и турски език подкрепят тезата, че в устните култури могат да се съхраняват дълги поеми, преди някой да се погрижи да ги запише.

### Безплатни електронни издания в Проект Гутенберг
- Одисея в превод на Самюел Бътлър (1835 – 1902) ((en))
- Одисея в превод на Андрю Ланг (1844 – 1912) и Самюел Хенри Бътчър (1850 – 1910) ((en))
- Одисея в превод на Александър Поуп (1688 – 1744) ((en))
- Илиада в превод на Самюел Бътлър (1835 – 1902) ((en))
- Илиада в превод на Андрю Ланг (1844 – 1912) ((en))